# 江畑佳代子
江畑 佳代子（えばた かよこ、1976年1月7日 - ）は、日本の元女子プロボクサーである。東京都品川区出身。ワタナベボクシングジム所属。広告代理店のクオラス（旧協同廣告）に勤務の傍らアマチュアで活躍後プロとなった。第3代OPBF東洋太平洋女子フライ級王者。第6代WBO女子世界ミニフライ級王者。

## 来歴
- 東京都立大崎高等学校卒業。同期に後に江畑と同じワタナベジムに所属し、女子世界チャンピオンとなった富樫直美がいる。
- 格闘技好きの兄に影響され、日本大学でキックボクシング部のマネージャーを務める一方、ワタナベジムでボクシングを始める。
- アマチュアでリングに上がり、全日本大会では非公認時代の2000年から4連覇、2006・2007年はフライ級で連覇を果たした。
- 2007年11月19日、タイ・バンコクでプロデビュー。かつて菊地奈々子と世界王座を争ったノンマイ・ソー・シリポーンに判定勝ちを収めWBCインターナショナルミニマム級王座を獲得。
- 2008年4月26日、カンボジア・プノンペンにてサムソン・ソー・シリポンが持つWBC女子世界ライトフライ級王座に挑むが判定負け。この試合が日本ボクシングコミッション（JBC）による女子認定後初の公式戦かつ世界戦となった。
- 2009年2月26日、プロ初の国内での試合としてキム・ジスクと対戦。10か月ぶりの試合であったが、3RKO勝ち。
- 6月26日、元WBC女子世界王者菊地奈々子とOPBF東洋太平洋女子ライトフライ級初代王座を懸けてタイトルマッチに挑むが、敗退。またしても王座獲得ならず。
- 2010年5月17日、さいたまスーパーアリーナにて天海ツナミが持つWBA女子世界スーパーフライ級王座に挑むも、3-0で判定負け[注 1]。
- 2011年5月8日、柴田直子と空位のOPBF東洋太平洋女子ライトフライ級王座を懸けて対戦するが、負傷判定でまたしても王座獲得ならず[注 2]。
- 2011年11月30日、マイムアン・シットクルシンと6回戦で対戦し、判定勝利[4]。
- 2012年12月8日、フィリピン・マニラにてクリスティーン・ラトゥープに4回TKO勝利。1年以上のブランクで敵地にもかかわらず約3年ぶりのKOを挙げた。
- 2013年3月3日、約1年3ヶ月ぶりとなる国内での試合でヨクファー・シットクルシンに5回TKO勝利。G Legendライトフライ級王座に認定された。
- 2013年7月22日、前王者真道ゴーの世界王座奪取に伴い空位となったOPBF東洋太平洋女子フライ級王座決定戦として元WBAミニマム級王者孫抄弄と対戦[5][6]。3-0判定でタイトル獲得[7]。
- 2013年11月28日、ナンシー・フランコとのIBF女子世界ミニフライ級王座決定戦に挑むが、0-3判定で敗れ3度目の挑戦も実らず[8]。
- 2014年8月27日、新宿FACEにてペッチパヤ・モークルンテップトンブリ（タイ）相手に再起戦（ノンタイトル6回戦）を行い、3-0判定で勝利したものの、クリーンヒットが少なくクリンチの多い噛み合いの悪い試合展開だった[9][10]。
- 2015年5月6日、大田区総合体育館にてWBO女子ミニフライ級王者池原シーサー久美子に挑戦[注 3][11]。しかし、7回負傷判定で敗れ4度目の挑戦も実らず、試合後に引退表明[12]。
- しかし、後に引退を撤回し、2016年3月1日に再起戦としてソーンサワン・サラカーンジム（タイ）と6回戦を戦い、5回TKOで再起を果たした[13]。
- 2016年9月21日、池原シーサー久美子に再挑戦[14]。10回をまたしても1-2の判定で王座奪取ならず[15]。
- 2017年1月17日、スーダ・サックナロンを4回TKOで沈め再起を果たす[16]。
- 2017年5月19日、池原が引退のため空位となったWBO女子ミニフライ級王座をWBCアジアコンチネンタル王者塙英理加と争い[17]、3-0判定で勝利し6度目の挑戦で初の世界王座戴冠を果たした[18]。41歳4か月12日で世界王座獲得は国内では池山直、藤岡奈穂子に次ぐ3位、初獲得では2位記録である。
- 2018年3月8日、元IFBA王者パク・ジヒョンを2-0判定で勝利し初防衛成功[19][20]。
- 2018年12月1日、エディオンアリーナ大阪にて元WBA・IBF世界王者多田悦子を迎え撃つが、0-2判定で敗れ2度目の防衛失敗、敵地で王座陥落となった[21]。
- 2020年に海外で1試合を予定していたが、新型コロナウイルス感染拡大による渡航制限のため中止になったことを自身のインスタグラムで明らかにした[Ins 1]。
- 2021年10月15日、後楽園ホールにて「Victoriva.7」メインで元WBO女子世界アトム級王者池山直との6回戦で引退試合[22][注 4]。試合は最終6回にダウンを奪い、3-0判定勝利で有終の美を飾った[24]。
- 翌日の2021年10月16日付で引退となった。当時45歳だった江畑の場合、引退届提出の必要はないが、翌年6月に引退届が受理されてJBCより公示された。

## 戦績
- プロボクシング:21戦 13勝 6KO 8敗

| 戦           | 日付           | 勝敗 | 時間    | 内容        | 対戦相手                             | 国籍       | 備考                                  |
| ------------ | -------------- | ---- | ------- | ----------- | ------------------------------------ | ---------- | ------------------------------------- |
| 1            | 2007年11月19日 | 勝利 | 8R      | 判定3-0     | ノンマイ・ソー・シリポーン           | タイ       | プロデビュー戦                        |
| 2            | 2008年4月26日  | 敗北 | 10R     | 判定0-2     | サムソン・ソー・シリポーン           | タイ       | WBC女子ライトフライ級タイトルマッチ   |
| 3            | 2009年2月26日  | 勝利 | 3R 1:10 | TKO         | 金知淑                               | 韓国       |                                       |
| 4            | 2009年6月26日  | 敗北 | 10R     | 判定0-3     | 菊地奈々子(白井・具志堅スポーツ)     | 日本       | OPBF女子ライトフライ級王座決定戦      |
| 5            | 2009年12月28日 | 勝利 | 3R 0:23 | TKO         | 林煕淳                               | 韓国       |                                       |
| 6            | 2010年5月17日  | 敗北 | 10R     | 判定0-3     | 天海ツナミ(山木)                     | 日本       | WBA女子スーパーフライ級タイトルマッチ |
| 7            | 2011年5月8日   | 敗北 | 9R      | 負傷判定    | 柴田直子(ワールドスポーツ)           | 日本       | OPBF女子ライトフライ級王座決定戦      |
| 8            | 2011年11月30日 | 勝利 | 6R      | 判定3-0     | マイムアン・シットクルシン           | タイ       |                                       |
| 9            | 2012年12月8日  | 勝利 | 4R      | TKO         | クリスティーン・ラトゥープ           | フィリピン |                                       |
| 10           | 2013年3月3日   | 勝利 | 5R 1:34 | TKO         | ヨクファー・シットクルシン           | タイ       |                                       |
| 11           | 2013年7月22日  | 勝利 | 8R      | 判定3-0     | 孫抄弄                               | 韓国       | OPBF東洋太平洋女子フライ級王座決定戦  |
| 12           | 2013年11月28日 | 敗北 | 10R     | 判定0-3     | ナンシー・フランコ                   | メキシコ   | IBF女子世界ミニフライ級王座決定戦     |
| 13           | 2014年8月27日  | 勝利 | 6R      | 判定3-0     | ペッチパヤ・モークルンテップトンブリ | タイ       |                                       |
| 14           | 2015年5月6日   | 敗北 | 7R      | 負傷判定1-2 | 池原シーサー久美子(フュチュール)     | 日本       | WBO女子世界ミニフライ級タイトルマッチ |
| 15           | 2016年3月1日   | 勝利 | 5R 0:20 | TKO         | ソーンサワン・サラカーンジム         | タイ       |                                       |
| 16           | 2016年9月21日  | 敗北 | 10R     | 判定1-2     | 池原シーサー久美子(フュチュール)     | 日本       | WBO女子世界ミニフライ級タイトルマッチ |
| 17           | 2017年1月17日  | 勝利 | 4R 0:13 | TKO         | スーダ・サックナロン                 | タイ       |                                       |
| 18           | 2017年5月19日  | 勝利 | 10R     | 判定3-0     | 塙英理加(UNITED)                     | 日本       | WBO女子世界ミニフライ級王座獲得       |
| 19           | 2018年3月8日   | 勝利 | 10R     | 判定2-0     | パク・ジヒョン                       | 韓国       | WBO女子世界ミニフライ級王座防衛1      |
| 20           | 2018年12月1日  | 敗北 | 10R     | 判定0-3     | 多田悦子(真正)                       | 日本       | WBO女子世界ミニフライ級王座陥落       |
| 21           | 2021年10月15日 | 勝利 | 6R      | 判定3-0     | 池山直(フュチュール)                 | 日本       | 引退試合                              |
| テンプレート |                |      |         |             |                                      |            |                                       |

## 獲得タイトル
- WBC女子インターナショナルライトフライ級王座
- G Legendチャンピオンシップライトフライ級王座
- 第3代OPBF東洋太平洋女子フライ級王座
- 第6代WBO女子世界ミニフライ級王座（防衛1=陥落）